# Escudo de la Universidad de Oxford
El escudo de la Universidad de Oxford (University of Oxford), situada en la ciudad inglesa de la que ha tomado el nombre, muestra el Libro de los Siete Sellos, abierto y rodeado por tres coronas abiertas doradas sobre fondo de color azul. Dos de las tres coronas se encuentran situadas sobre el libro y la tercera debajo. Las hojas del libro son blancas con bordes dorados, las tapas son rojas y los siete sellos dorados. En el libro puede leerse el lema de esta universidad, escrito con letras negras.

## Blasonamiento
En campo de azur, el Libro de los Siete Sellos abierto, de plata, con cortes y sellos de de oro, tapas de de gules y cargado de la inscripción Dominus illuminatio mea de sable; el Libro de los Siete Sellos acompañado de tres coronas abiertas, bien colocadas, de oro enriquecidas de pedrería y compuestas de cuatro florones, visible tres, interpolados de perlas de lo mismo.

Este escudo fue concedido en siglo XIII aunque sus elementos y diseño han variado a lo largo del tiempo. El color del campo, el libro y las tres coronas se consolidaron a mediados del siglo XV pero los sellos no fueron siempre siete y el lema actual se fijó en el siglo XVI. Este lema: Dominus illuminatio mea", que en latín significa "El Señor es mi luz", es una cita del salmo 27. Las armas de la Universidad de Oxford no tienen ningún adorno en su exterior, una circunstancia poco frecuente en la heráldica británica. 
A pesar de que el escudo continúa vigente, la Universidad de Oxford utiliza en su imagen corporativa un símbolo con los elementos del escudo rodeados por una insignia inspirada en la Orden de la Jarretera y decorada con su nombre.

Emblema de la Universidad de Oxford